# The Sacred Blacksmith
The Sacred Blacksmith (яп. 聖剣の刀鍛冶（ブラックスミス） Сэйкэй но бураккусумису, Кузнец Святого меча) — серия ранобэ, написанная Исао Миурой. По данным на 18 октября 2009 было продано всего 780 000 копий. В 2011 году японским издательством Media Factory было опубликовано 10 томов. В 2009 году выпускалась манга, написанная Котаро Ямадой на основе сюжета ранобэ и выходившая в еженедельном журнале Monthly Comic Alive с 27 марта по 23 июня. На основе сюжета манги студией Manglobe был выпущен аниме-сериал из 12 серий, который транслировался по каналу AT-X с 3 октября 2009 по 19 декабрь 2009.

## Сюжет
44 года назад великая война, известная как Валбанилл, опустошила практически все земли. Самым опасным оружием был особый демонический контракт, по которому человек жертвовал свои части тела, и те превращались в могущественных демонов, перенимая внешность своих «прародителей». Это привело к катастрофе и уцелевшие государства заключили между собой мир. Отныне демонический контракт стал вне закона.
Сесилия Кэмбелл — рыцарь третьего поколения из Хаусманн, одного из многих торговых городов демократической федерации. Когда-то её дед сам основал независимый торговый город. Сесилия гордится своим наследием и хочет защитить город любой ценой как и её отец. Однажды на торговом рынке она вступает в конфликт с ветераном, но из-за малого опыта у неё ломается меч, и она терпит поражение. Её спасает таинственный кузнец по имени Люк Эйнсуорт. Сесилия видит у него необычный меч (катану) и просит сделать для себя такой же. После того, как она познакомилась с Люком, у них обоих начинаются новые и опасные приключения.

## Список персонажей
Сесилия Кэмбелл (яп. セシリー・キャンベル Сэсири: Кянбэру)
Главная героиня сериала. У неё красные волосы и она из богатой семьи. Сесилия — рыцарь третьего поколения охранной гвардии Хаусман. Её отец, бывший дворянином, стал рыцарем во время войны и основал третий независимый торговый город. После войны семья Кэмбелл служила городу, чтобы сохранить его мирным и независимым. Когда отец Сесилии умер от болезни, то она возложила на свои плечи всё бремя семьи и сама стала рыцарем. Сесилия твердо верит в правосудие защищает город любой ценой. В манге она изображается как сильная, умная девочка с лидерскими качествами, но неопытная. Она возглавляет армию рыцарей и наемников, которая борется против преступников и монстров. Во время сражений и заданий Сесилия учится на своих ошибках. В аниме она, наоборот, неуверенная в себе и плохо владеет мечом. К концу сериала она овладевает им на достаточном уровне. Также в аниме больше внимания уделяется шуткам в адрес её большой груди. Сесилия любит критиковать Евангелие от Луки. К концу сериала влюбляется в Люка.
Сэйю: Аюми Фудзимура
Люк Эйнсуорт (яп. ルーク・エインズワース Ру:ку Эиндзува:дзу)
Лучший кузнец в городе и хороший фехтовальщик. У него тёмно-коричневые волосы и голубые глаза. Когда-то он лишился левого глаза, и теперь вместо него у Люка вставлен стеклянный глаз. Он высокомерен и часто не обращает внимания на других. Люк живёт вместе с Лисой, которая помогает ему по работе. Однажды спас Сесилию от смерти. У Люка есть уникальный меч (катана из Японии). И во время боя он не сражается традиционно мечом и щитом, а использует уникальный стиль боя (Иайдо), который никогда не практиковался в родной стране. Хотя поначалу Люк часто критикует Сесилию за её ошибки, позже они достигают взаимопонимания. Он, как и Сесилия, готов защищать город до конца. После сближения с Сесилией Люк также начинает понимать и Лису и сближаться с ней.
Сэйю: Нобухико Окамото
Лиса (яп. リサ Риса)
Маленькая симпатичная девочка, живёт вместе с Люком и помогает ему. На самом деле она демон, которая родилась от Лизы Оаквуд, подруги детства Люка. Лиза перед смертью заключила демонический контракт и пожертвовала телом, чтобы создать Лису — демона. Лиса, как и её прародительница, имеет светлые волосы, фиолетовые глаза и эльфийские ушки. Она очень добрая и преданная Люку. Лиса может создавать огненные шары и соединять их с катаной Люка, чтобы сделать его абсолютно неуязвимым. Всегда помогает Люку в сражении, работе и хорошо справляется по дому. Очень любит Люка и счастлива быть вместе с ним, хотя и понимает, что она — лишь дубликат настоящей Лисы.
Сэйю: Аки Тоёсаки
Ария (яп. アリア Ариа)
Демон — меч ветра. Может принимать облик человека. В человеческой форме она красивая, беззаботная, романтичная и очень женственная. Точно неизвестно, сколько ей лет, но она помнит события, происходящие во время войны «Валбанилл». После того, как встретилась с Сесилией, она поняла что меч можно использовать не только для убийства, но для защиты любимых. После этого она подружилась с Сесилией и согласилась стать её мечом. Вместе они становятся гораздо сильнее. Ария может также чувствовать других демонов-мечей. Очень хочет узнать больше о её прародительнице, почему она может становиться мечом и человеком.
Сэйю: Мэгуми Тоёгути
Эвадна (яп. エヴァドニ Эвадони)
Демон — меч Чёрного Пламени. Как и Ария, может принимать облик человека. В своей человеческой форме она угрюма и молчалива.
Сэйю: Сацуки Юкино
Старый Рыцарь (отец Эльзы) (яп. 老騎士 Ро:киси)
Ветеран войны «Валбанилл». Он потерял свою дочь после войны, когда демон напал на его дом. Теперь его главная цель — отомстить за неё. Он приходит к дому Люка для мести.
Сэйю: Томохиса Асо
Эльза (яп. エルザ Эрудза)
Демон — Меч Грома. В человеческой форме она тихая, грустная девочка. Родилась из тела мёртвой дочери старого рыцаря, когда тот после её смерти заключил демонический контракт. После поражения старого рыцаря она убивает его и сама умирает от ран, полученных при сражении с Сесилией и Арией, исполнив последнее желание покойной дочери, и превращается в простой меч.
Сэйю: Рёко Синтани

## Критика
Представитель сайта Anime News Network, Карл Кимлингер отметил, что сериал получился буквально никаким, даже хуже, чем большинство сериалов похожего жанра. Даже, если анимация имеет много общего с другими-сериалами, такими, как Samurai Champloo или Michiko to Hatchin, это не делает его краше. Единственно, что бросается в глаза — главная героиня, которая получилась очень интересной и привлекательной.